# 1765 en droit
Cet article présente les faits marquants de l'année 1765 en droit.

## Événements
- 7 janvier : bulle Apostolicum. Clément XIII défend les Jésuites, interdit dans plusieurs pays (Apostolicum pascendi munus)[1].

- 19 janvier : institution à Parme par le ministre Guillaume du Tillot de la Real Giunta della giurisdizione, qui veille aux rapports avec l’Église[2]. Les biens de l’Église sont soumis aux mêmes impôts que les biens laïcs. Les confréries et les monastères les plus désertés sont fermés.

- 22 mars : vote du Stamp Act[3] (taxe sur journaux, documents officiels, polices d’assurances, almanachs, cartes à jouer, jeux de dés, etc.), tentative du ministère des finances britannique de soumettre les américains du Nord à l’impôt direct, qui provoque la protestation des colonies. Les colonies du nord, les plus touchées, prennent la tête d’un mouvement d’opposition aux décisions de la métropole et réussissent à entraîner l’ensemble des colonies.

- 24 mars : vote du Quartering Act sur le logement des troupes dans les Colonies britanniques[4].

- 9 juin : interdiction en Espagne de la représentation des auto-sacramentales, manifestations traditionnelles de religiosité populaire[5].

- 15 juillet : pragmatique établissant la liberté du commerce et des prix des grains en Espagne[6].

- 30 septembre (19 septembre du calendrier julien) : manifeste ordonnant l'arpentage de toutes les terres en Russie[7].

- 7 - 25 octobre : la déclaration des droits et doléances est adoptée par le congrès du Stamp Act à New York[4].

- 16 octobre : décret de Charles III d'Espagne supprimant le monopole de Cadix et instituant le régime de commerce libre pour les îles de Cuba, Saint-Domingue, Puerto Rico, la Trinité et Margarita[8].

- 27 octobre : dernier autodafé où figurent des judaïsans ordonné par l’Inquisition au Portugal[9].